# Lane Dwinell
Seymour Lane Dwinell, född 14 november 1907 i Newport i Vermont, död 27 mars 1997 i Hanover i New Hampshire, var en amerikansk politiker (republikan). Han var New Hampshires guvernör 1955–1959.
Dwinell efterträdde 1955 Hugh Gregg som guvernör och efterträddes 1959 av Wesley Powell.